# 敬敏皇貴妃
敬敏皇貴妃（17世纪—1699年 ），章佳氏（亦作張雅氏），原為鑲黃旗包衣第二參領第二佐領下人，後為鑲黃旗滿洲第五參領第十四佐領下人。二等侍衛、包衣參領兼佐領海寬之女，清朝康熙帝之皇貴妃。

## 生平
敬敏皇貴妃為鑲黃旗包衣出身，因此她應該是透過內務府選秀入宮，但是具體的入宮時間目前尚不明確:284。康熙二十五年十月初一日辰時，生皇十三子和碩怡賢親王胤祥。康熙二十六年十一月二十七日丑時，生皇十三女和碩温恪公主 （序齒為八公主）。康熙二十八年十二月，內務府為兩位新封的嬪級主位分派內管領，即章佳氏與皇八子胤禩之生母衛氏，在當時後宮的高級主位之中，章佳氏的年齡可能是最小的:284。
康熙三十年正月初六日寅時，生皇十五女和碩敦恪公主 （序齒為十公主）。康熙三十六年，康熙帝位下有四位嬪，分別是已被正式冊封的端嬪董氏和僖嬪赫舍里氏，以及在康熙二十八年晉為嬪級的衛氏與章佳氏。
康熙三十八年七月二十五日，章佳氏去世，一應禮儀與康熙三十五年的平妃喪儀相同。閏七月初二日，康熙帝諭禮部：「妃張雅氏，性行溫良，克嫻內則，久侍宮闈，敬慎素著。今以疾逝，深為軫悼，其謚為敏妃。應行禮儀，爾部察例行」。同年九月，敏妃之喪未滿百日，皇三子誠郡王胤祉就已經剃頭，因而被降為貝勒，其王府內的事務官、長史等亦受到不同程度的懲處。
根據《陵寢事宜易知》的記載，敏妃的金棺奉安於康熙三十八年十月。學者徐廣源先生認為敏妃原本奉安在景陵妃園寢內的空地宮，而《陵寢事宜易知》中所記時間即是她奉安在景陵妃園寢的時間，並且推測敏妃之子允祥在雍正朝得到重用後，雍正帝虛構了康熙帝的旨意，強行將章佳氏由景陵妃園寢奉移至景陵寶城之內。然而，學者王冕森先生根據康熙朝《內務府奏銷檔》的記載，指出景陵的內務府官員曾在康熙三十八年十一月奏稱，由於山陵（即日後的清景陵）增加了敏妃的寶位而需要增添太監等各項人員，其中提及：「先是，照三寶位派放人員，祭時，官員、太監、飯茶上人、拜唐阿等共同謹慎盡力，方不至延誤。現因增敏妃寶位，太監、飯茶上人、飯茶婦人、拜唐阿等實為不足，祭祀之處關係甚重，若不增添人員，難能行事」。康熙帝下達旨意稱：「照掌山陵關防官員之請，增加派放太監二人、飯上人二人、飯上婦人一人、茶上人一人、茶上婦人一人、柏唐阿五人、廚子三人」。這份檔案中明確記述新增的敏妃寶位於「山陵」（景陵），而非妃衙門（景陵妃園寢），由此可以證實敏妃在康熙三十八年十月暫安在景陵:285。
康熙六十一年十二月，剛登基的雍正帝曾降旨調查幾位母妃的旗籍和家屬，內務府便回奏稱敏妃家族的旗籍為「鑲黃旗包衣海章佐領」，亦即鑲黃旗包衣第二參領第二滿洲佐領，雍正帝其後將敏妃家族從鑲黃旗包衣抬出，編為鑲黃旗滿洲第五參領第十四佐領，並且定為世管佐領，由海寬的後裔世襲（此佐領在乾隆十二年因故改為公中佐領，間接導致海寬後裔因失去世襲權限而逐漸沒落）:283-284。
雍正元年正月二十六日，雍正帝諭禮部，將敏妃追封為皇考皇貴妃，並且提到康熙帝曾降諭旨將章佳氏「暫安於陵寢琉璃花門之內、寶城近處，俟入寶城」，於是現在要遵奉康熙帝的聖旨，將她奉安在景陵地宮之內。六月二十日，已確定章佳氏的謚號為「敬敏皇貴妃」，追封禮所需的絹冊、絹寶已經製作好；六月二十五日，舉行追封禮，將載有絹冊、絹寶的彩亭恭舁至景陵，宣讀祭文行禮致祭；同年九月初一日，康熙帝梓宮入葬景陵地宮，孝恭仁皇后梓宮，以及敬敏皇貴妃金棺亦於同一日祔葬、從葬。
敬敏皇貴妃的封號為「敏」，滿文作「ulhisu」，意為「靈敏」，而她獲得的謚號「敬敏」，滿文作「ginggun ulhisu」，意為「恭敬靈敏」:285。

## 家族
敬敏皇貴妃家族的始祖名為穆都巴顏，原居額穆和蘇魯地方，後遷居瓦爾喀什羅爾錦地方居住，生有五個兒子。此五子分家後分居不同地方，各自形成支系，是清代章佳氏一姓之中最龐大也是最著名的一系。乾隆朝名臣一等誠謀英勇公、大學士阿桂即是穆都巴顏長子瑚魯瑚吉鼐的後代，兩江總督尹繼善是穆都巴顏第三子輝色的後代，而敬敏皇貴妃則是穆都巴顏次子章庫之後代。以下為敬敏皇貴妃一支的譜系：
- 高祖遜扎齊，穆都巴顔次子章庫之曾孫，分家之後遷居馬爾墩章佳地方，在清初率領子孫來歸，被編入包衣旗籍，天聰時授為包衣佐領，至少有兩個兒子（依次為上駟院卿蘇爾泰、達爾泰）。
- 曾祖達爾泰，初任包衣佐領，因監造宫殿，議叙授雲騎尉，至少有四個兒子（依次為竇特、德穆圖、委署護軍參領科岱、海福）。
- 祖父竇特，承襲雲騎尉爵位，晉封為騎都尉，仕至參領，至少有兩個兒子（依次為海寛、驍騎校朔色）。
- 父親海寛，歷任包衣佐領、包衣參領，仕至二等侍衛，至少有五個兒子（依次為阿林、哈達、畢拉、畢漢、偏古）和三個女兒（其中一女名為玉石）。

### 生父之謎
敬敏皇貴妃的祖父竇特有兩個兒子，長子海寬，歷任包衣佐領、包衣參領，仕至二等侍衛，而次子朔色則仕至驍騎校。《玉牒》、《星源集慶》等史書均記載敬敏皇貴妃為海寬之女，而《章佳氏哈拉宗譜》則稱她是朔色之女。研究學者王冕森先生認為《章佳氏哈拉宗譜》主要記載的是屯居於沈陽城西榆林堡的遜扎齊三叔薩穆占一支，其支系與敬敏皇貴妃的家族雖屬同一祖先，但實際上早已分為兩支，並且分居在京師、盛京兩地，譜書內所記的敬敏皇貴妃家事有可能出現錯誤。王冕森先生亦指出敬敏皇貴妃確實有可能是朔色的女兒，但出於某些原因，被過繼給伯父海寬為養女，又或者是敬敏皇貴妃參加內務府選秀時，生父朔色已經去世，於是就以伯父海寬之女的身份參加挑選。不過，根據康熙朝《內務府奏銷檔》的記載，康熙四十九年十一月，宮中為十三阿哥胤祥派出的管理家務大臣噶達出差，內務府奏請康熙帝挑選其他官員替補此缺時，康熙帝曾下達旨意稱：「令阿哥之舅父哈達管理其家事」。由於哈達是海寬的第二子，似乎表明敬敏皇貴妃確實是海寬的女兒:282-283。

## 影視作品
| 影視作品           | 飾演敬敏皇贵妃的演員 |
| 2013年《宫锁沉香》 | 黃聖依               |
| 2013年《我為宮狂》 | 杨蓉/孫耀琦          |